# Майкл Шин
Майкл Крістофер Шин (англ. Michael Christopher Sheen, нар. 5 лютого 1969, Ньюпорт) — британський актор родом з Уельсу. Попрацювавши зі сценаристом Пітером Морганом над п'ятьма фільмами, Шин став відомим за свою акторську гру в ролі відомих громадських діячів: Тоні Блера в фільмах «Угода», «Королева» й «Особливі стосунки», Девіда Фроста — у фільмі «Фрост проти Ніксона», Браяна Клафа у фільмі «Проклятий Юнайтед». У 2004 році зіграв роль рок-музиканта гурту The Needles Торна Ямісона у фільмі «Закони привабливості». У 2009 році — роль вампіра Аро з клану Волтурі у фільмі «Сутінки. Сага. Молодий місяць» і роль терориста-мусульманина Юсуфа Атти Мухаммеда в драматичному трилері «Незбагненне».

## Біографія
Майкл Шин народився в Ньюпорті (Уельс), батьками були Ірен і Мейрік Шин, на той момент обидва займалися управлінням персоналом. Його батько, крім того, час від часу працював професійним двійником Джека Ніколсона. У Майкла Шина є молодша сестра Джоанн. Коли Шину виповнилося п'ять років, його сім'я переїхала в Ліверпуль, де він назавжди став шанувальником футбольного клубу «Ліверпуль». У футболі був крайнім нападником. Три роки по тому його сім'я повернулася в Порт-Толбот, де Майкл Шин поступив до середньої школи Глан Аван і став грати в футбол за дитячу юнацьку команду клубу «Баглан». Майкл Шин з 1990 року працює в театрі й з 1993 року знімається в кіно.

## Приватне життя
Майкл Шин зустрічався з англійською акторкою Кейт Бекінсейл з 1995 по 2003 рік. Вони познайомилися під час кастингу в гастрольній постановці «Чайка» на початку 1995-го, й незабаром після цього почали жити разом. Їхня донька Лілі Мо Шин народилася у 1999 році в Лондоні. Лілі Мо встигла зіграти роль юної Селін у фільмі «Інший світ: Еволюція». Стосунки Шина з Бекінсейл закінчилися в січні 2003 року, невдовзі після того, пара переїхала до Лос-Анджелеса. Акторка переконала режисера Лена Вайсмана взяти Шина на роль у «Іншому світі», але під час зйомок вони з Вайсманом закохалися і згодом одружилися у 2004 році.
З кінця 2004 до середини 2010 року Шин був у стосунках на відстані з англійською балериною Лоррейн Стюарт. З осені 2010 до початку 2013 року він зустрічався з канадською акторкою Рейчел МакАдамс. З початку 2014 до початку 2018 року він зустрічався з американською комедійною актрисою Сарою Сільверман.
Зараз Шин живе в Баглані, Уельс, зі шведською акторкою Анною Лундберг. У пари є дві спільні доньки, які народилися у вересні 2019 року та травні 2022 року.

## Фільмографія

### Телевізійні серіали
- 2019 — «Блудний син»